# Lijst van burgemeesters van Reeuwijk
Dit is een lijst van burgemeesters van de voormalige Nederlandse gemeente Reeuwijk in de provincie Zuid-Holland. De gemeente Reeuwijk is per 1 januari 2011 opgeheven en opgegaan in de nieuwe gemeente Bodegraven-Reeuwijk.
| Ambtsperiode | Naam burgemeester                                | Partij of stroming | Bijzonderheden      |
| ------------ | ------------------------------------------------ | ------------------ | ------------------- |
| 1804 - 1811  | Guillaume (Willem) Brack                         |                    | schout/maire        |
| 1811 - 1823  | Bruno Josias van der Does                        |                    | maire/schout        |
| 1823 - 1838  | Johan Louis van Beresteijn                       |                    |                     |
| 1838 - 1842  | mr. Jean Louis Antoine de Grave                  |                    |                     |
| 1842 - 1867  | Cornelis Brack                                   |                    |                     |
| 1867 - 1917  | Frits (Frederik Hendrik) Bulaëus Brack           |                    |                     |
| 1918 - 1948  | Lucas Jan Lucasse                                | ARP                |                     |
| 1948 - 1955  | Pieter Feitsma                                   | PvdA               | naar Sliedrecht     |
| 1955 - 1962  | drs. Willem Ernest baron van Knobelsdorff        | ARP                | naar Smallingerland |
| 1963 - 1971  | jhr.mr. Wilhelm Herman Daniël Quarles van Ufford | VVD                | naar Heemstede      |
| 1971 - 1981  | Jan (J.) Kok                                     | VVD / D66          | naar Bodegraven     |
| 1982 - 1997  | Yvonne (Y.) Verstoep-Bauer                       | VVD                | naar Markelo        |
| 1997 - 2004  | Hans (J.C.) Bauer                                | D66                | VUT                 |
| 2004 - 2010  | Jan Elzinga                                      | PvdA               | waarnemend          |